# Liga Palestina
La Liga Palestina, también conocida como la Eretz Israel League, era la liga de fútbol más importante del Mandato británico de Palestina entre 1928 y 1948 y era organizada por la Eretz Israel Football Association.

## Historia
Es la predecesora de la actual Liga Premier de Israel y contaba con un calendario inestable por los conflictos existentes con la población Yishuv y en algunos casos ni se jugaba la temporada. La liga fue suspendida en dos ocasiones antes de 1947 luego del final del Mandato británico en el país en mayo de 1948, siendo de manera simultánea la independencia de Israel y la subsecuente guerra árabe-israelí de 1948. La liga fue oficialmente terminada en 1949 para dar origen a la Liga Alef.
El primer campeón de manera invicta fue la British Police, que también ganó la copa nacional ese año. Y a excepción de la policía británica, solo equipos de Tel Aviv fueron campeones nacionales durante el periodo británico.

## Temporadas
|  | También ganaron la People's Cup en la misma temporada |

| Temporada | Campeón (number of titles)      | Notas    |
| --------- | ------------------------------- | -------- |
| 1928      | Maccabi Hasmonean Jerusalem (1) | –        |
| 1931–32   | British Police (1)              | –        |
| 1932–33   | No se jugó                      | –        |
| 1933–34   | Hapoel Tel Aviv (1)             | –        |
| 1934–35   | Hapoel Tel Aviv (2)             | [ nb 1 ] |
| 1935–36   | Maccabi Tel Aviv (1)            | –        |
| 1936–37   | Maccabi Tel Aviv (2)            | –        |
| 1937–38   | Hapoel Tel Aviv (3)             | [ nb 1 ] |
| 1938–39   | No hubo campeonato              | [ nb 2 ] |
| 1939–40   | Hapoel Tel Aviv (4)             | –        |
| 1940–41   | No se jugó                      | –        |
| 1941–42   | Maccabi Tel Aviv (3)            | –        |
| 1942–43   | No terminó                      | [ nb 3 ] |
| 1943–44   | Hapoel Tel Aviv (5)             | –        |
| 1944–45   | No hubo campeonato              | [ nb 4 ] |
| 1945–46   | No se jugó                      | –        |
| 1946–47   | Maccabi Tel Aviv (4)            | –        |
| 1947–48   | No terminó                      | –        |
| 1948–49   | No se jugó                      | –        |

## Títulos por equipo
| Campeón                     | Títulos | Temporadas                   |
| --------------------------- | ------- | ---------------------------- |
| Hapoel Tel Aviv             | 5       | 1934, 1935, 1938, 1940, 1944 |
| Maccabi Tel Aviv            | 4       | 1936, 1937, 1942, 1947       |
| Maccabi Hasmonean Jerusalem | 1       | 1928                         |
| British Police              | 1       | 1931                         |
| Nordia(Beitar) Tel Aviv     | 1       | 1948                         |